# قطب أعمال
قطب الأعمال, المعروف أيضًا بـ الصناعي أو المانغول, هو شخص حقق ثروة هائلة من خلال إنشاء أو امتلاك عدة مجالات من المشاريع. يشير المصطلح عادة إلى رجل أعمال مستثمر قوي يسيطر، من خلال ملكيته الشخصية للمشاريع أو موقعه المهيمن في الأسهم، على شركة أو صناعة تنتج سلعًا أو خدمات تُستهلك على نطاق واسع. وقد عرف هؤلاء الأفراد بمصطلحات مختلفة عبر التاريخ، مثل قطاع الطرق الصناعيين، قادة الصناعة، العمالقة، أوليغارشيون الأعمال، البلوتوقراطيين، أو تاي-بان.

## الأصل والتاريخ
المصطلح قطب الأعمال مشتق من الكلمة اللاتينية magnates (جمع كلمة magnas), التي تعني "رجل عظيم" أو "نبلاء عظام".
أما مصطلح المانغول فهو تحريف إنجليزي لكلمة مغول، الفارسية أو العربية التي تعني "المغولي". وهي تشير إلى الأباطرة في الإمبراطورية المغولية في الهند الحديثة، الذين كانوا يملكون قوة هائلة وثروات تاريخية قادرة على إنتاج عجائب من الفخامة، مثل تاج محل.
المصطلح الطاغية مشتق من الكلمة اليابانية تايكون (大君)، والتي تعني "اللورد العظيم"، وكانت تستخدم كلقب لـ الشوغون. دخلت الكلمة اللغة الإنجليزية في عام 1857 مع عودة الأدميرال بيري إلى الولايات المتحدة. وكان الرئيس الأمريكي أبراهام لينكولن يُشار إليه فكاهيًا بـ الطاغية من قبل مساعديه جون نيكولاي وجون هاي. وانتشر المصطلح في المجتمع التجاري، حيث تم استخدامه منذ ذلك الحين.

## الاستخدام
يعد قطب الأعمال المعاصرون من رجال الأعمال الذين يحققون ثروات كبيرة بأنفسهم أو يديرون ثروات عائلية كبيرة في عملية بناء أو إدارة أعمالهم الخاصة. بعضهم معروف على نطاق واسع في ارتباط مع هذه الأنشطة الريادية، بينما يعرف البعض الآخر من خلال نشاطات ثانوية بارزة مثل العمل الخيري، وجمع التبرعات السياسية، وتمويل الحملات الانتخابية، وامتلاك أو رعاية الفرق الرياضية.
كانت مصطلحات الطاغية والقطب والبارون تُستخدم غالبًا للإشارة إلى قطب الأعمال في أمريكا الشمالية في أواخر القرن التاسع عشر وأوائل القرن العشرين في الصناعات الاستخراجية مثل التعدين والقطع الخشبي والنفط، وحقول النقل مثل الشحن والسكك الحديدية، والتصنيع مثل صناعة السيارات وصناعة الصلب، بالإضافة إلى البنوك، وكذلك نشر الصحف. وكان هيمنتهم تعرف باسم الثورة الصناعية الثانية أو العصر الذهبي أو عصر البرجوازية الجشعة.
أمثلة على قُطُب الأعمال في العالم الغربي تشمل شخصيات تاريخية مثل رجل الأعمال في صناعة الفخار جوسيا ويدجود، ورواد النفط جون د. روكفلر وفريد سي. كوش، ورائد السيارات هنري فورد، ورواد الطيران هوارد هيوز، ورواد الشحن والسكك الحديدية أرسطو أوناسيس، كورنيليوس فاندربيلت، ليلاند ستانفورد، جيه جولد وجيمس جيه هيل، مبتكر الصلب أندرو كارنيجي، ناشر الصحف ويليام راندولف هيرست، رجل الأعمال في صناعة الدواجن آرثر بيرديو، التاجر في قطاع البيع بالتجزئة سام والتون، والمصرفيون جيه. بي. مورغان وماير آمشيل روتشيلد. قُطُب الأعمال المعاصرون يشملون رائد التجارة الإلكترونية جيف بيزوس، المستثمر وارن بافيت، مبرمجي الحواسيب بيل غيتس وبول ألين، مبتكر التكنولوجيا ستيف جوبز، بائع المكنسات الكهربائية سير جيمس دايسون، مالكي وسائل الإعلام سومنر ريدستون، تيد تيرنر وروبن مورداخ، رائد الصناعة إيلون ماسك، المستثمر في صناعة الصلب لاكشمي ميتال، المستثمر في مجال الاتصالات كارلوس سليم، مؤسس مجموعة فيرجن سير ريتشارد برانسون، مدير فورمولا 1 بيرني إكلستون، ورواد الإنترنت لاري بيدج وسيرجي برين.

## قطُبان الأعمال

جوسيا ويدجود
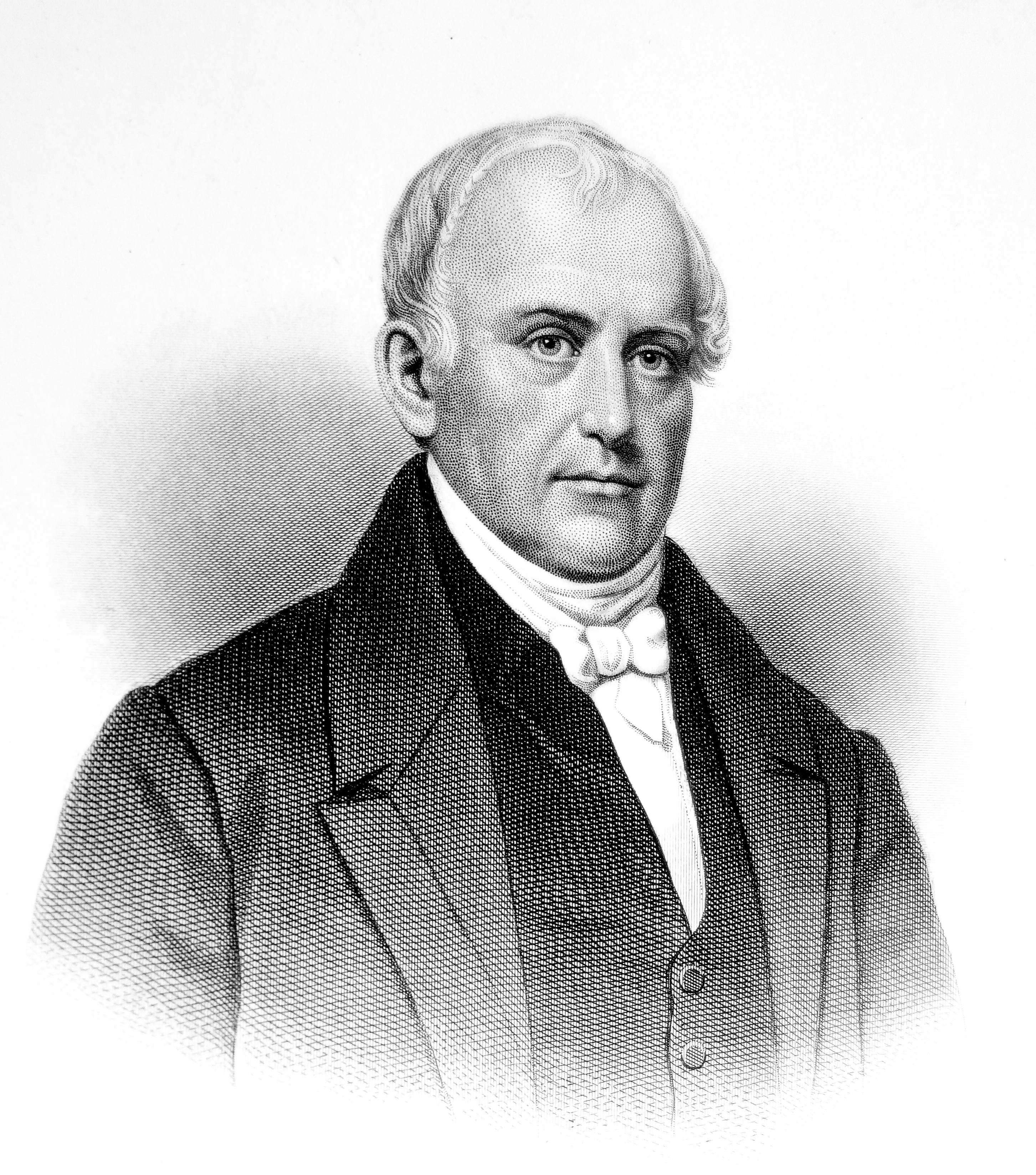
صموئيل سلاتر
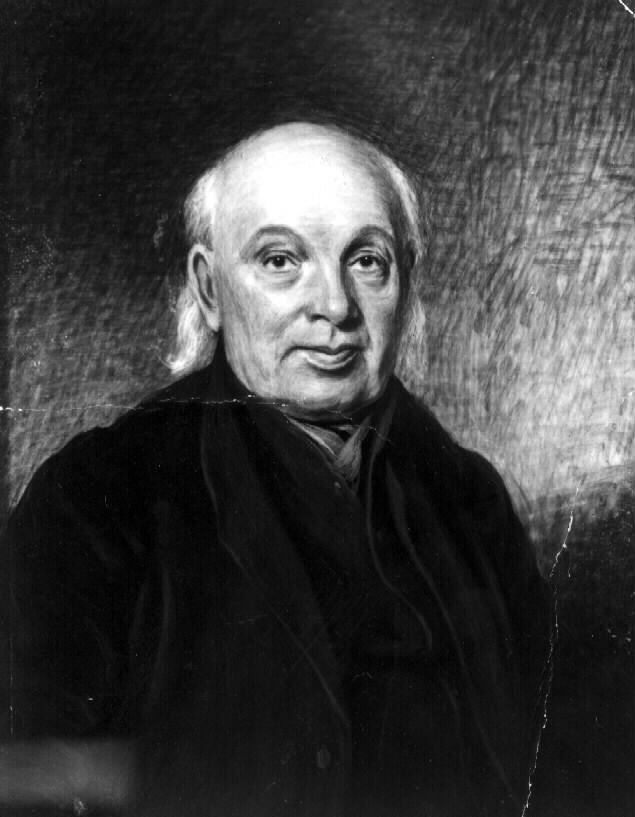
جيمس فينلايسون (رجل أعمال)
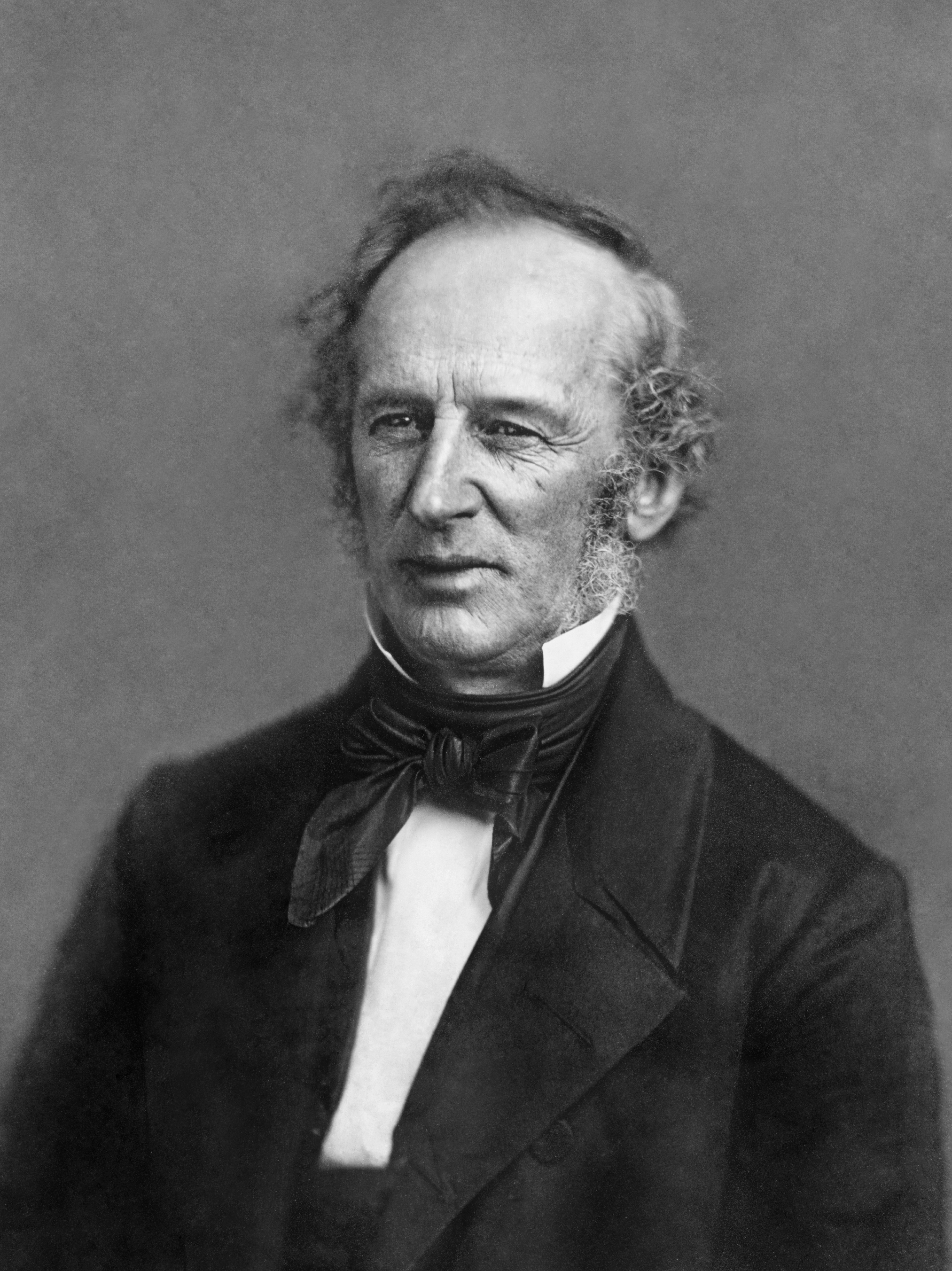
كورنيليوس فاندربيلت
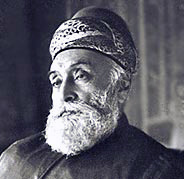
جامستجي تاتا
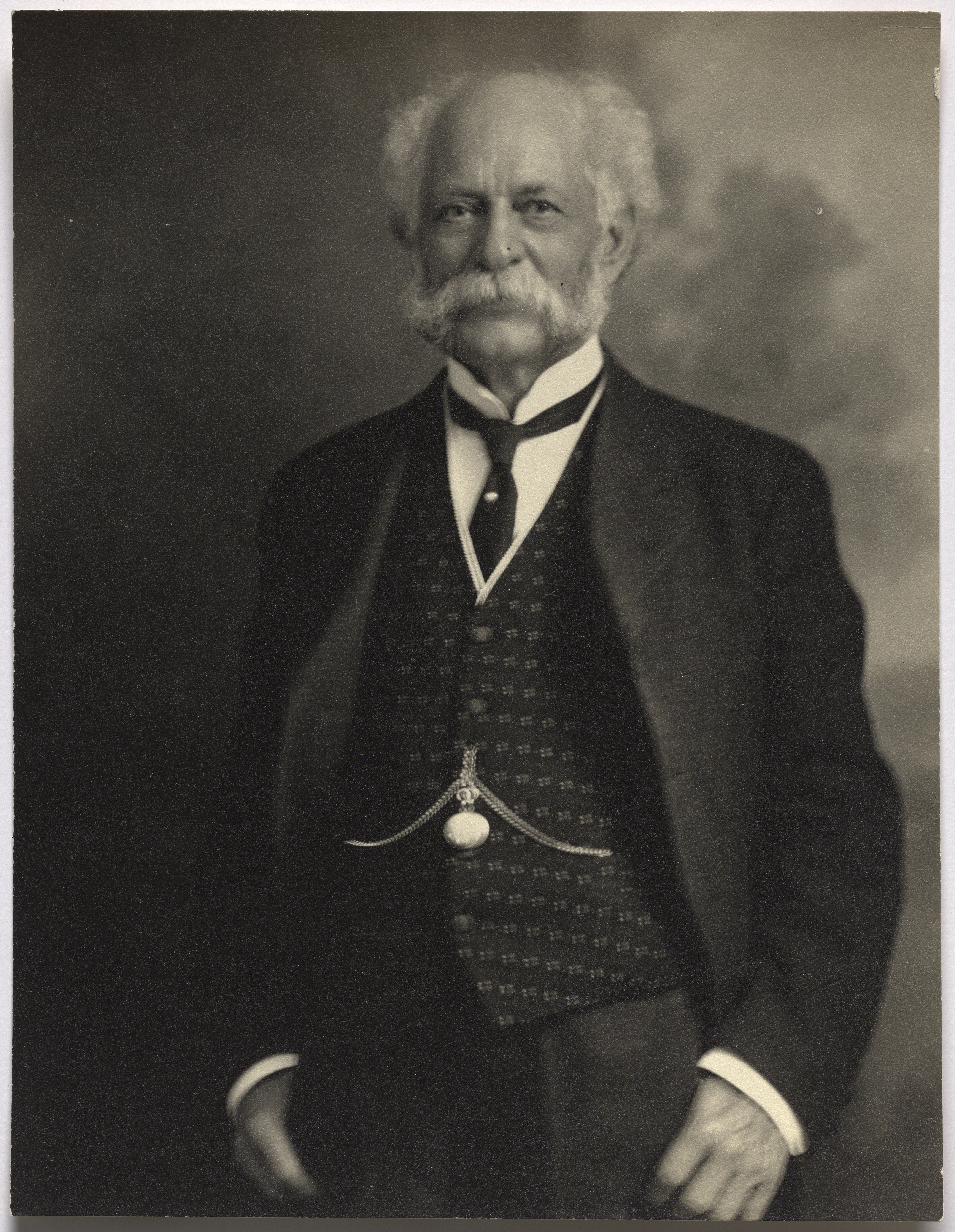
هنري جيه. هاينز
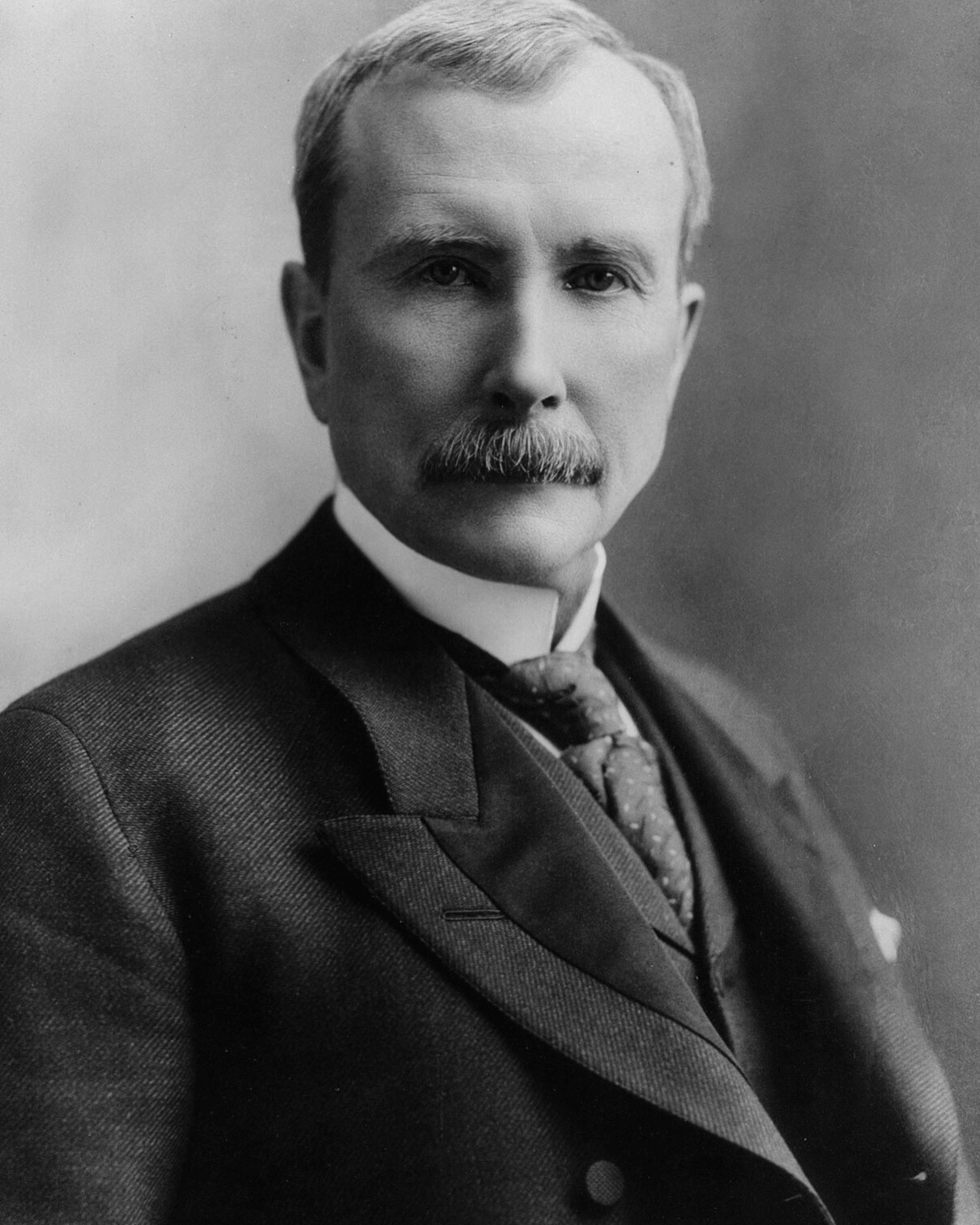
جون د. روكفلر
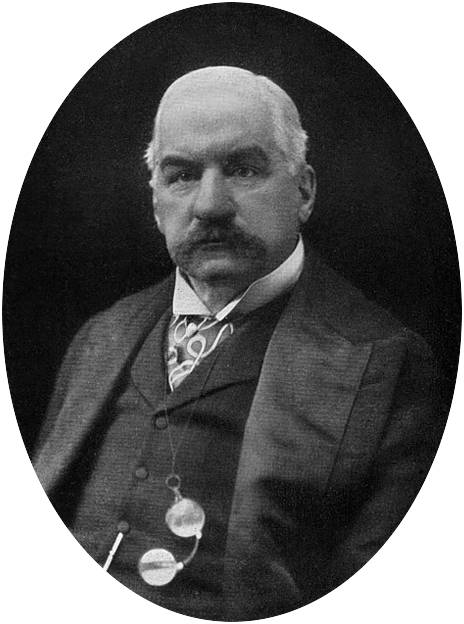
جيه. بي. مورغان
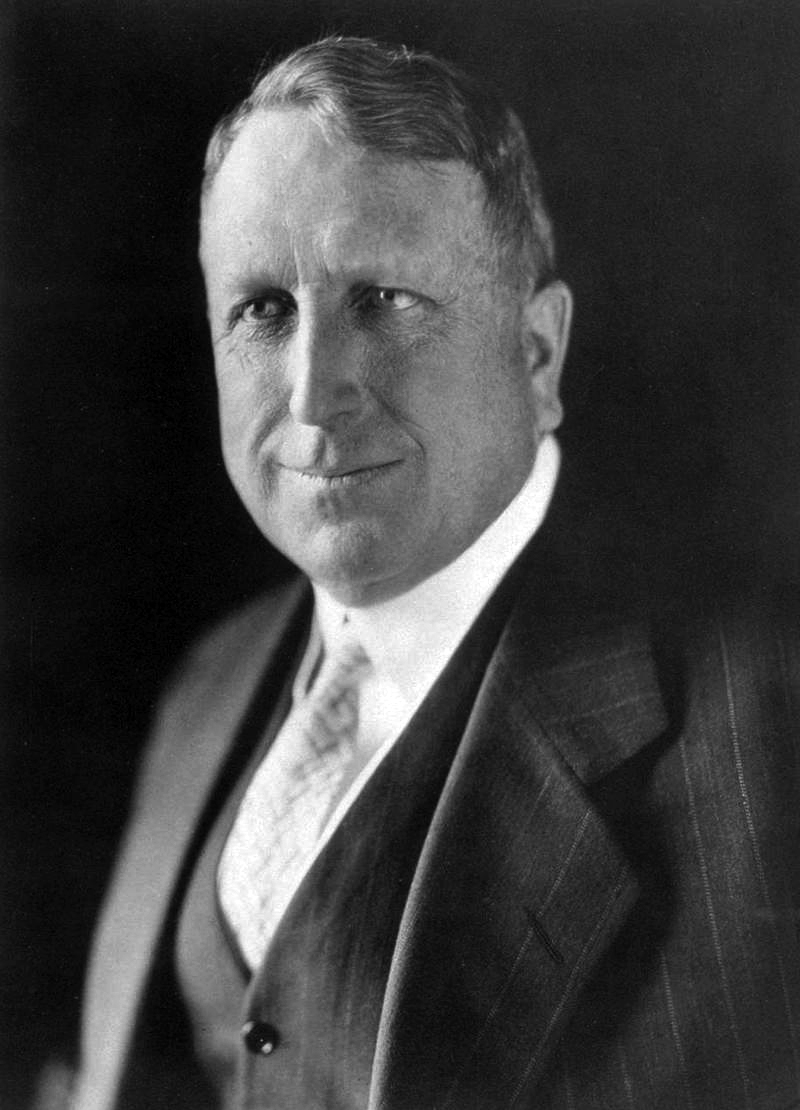
ويليام راندولف هيرست
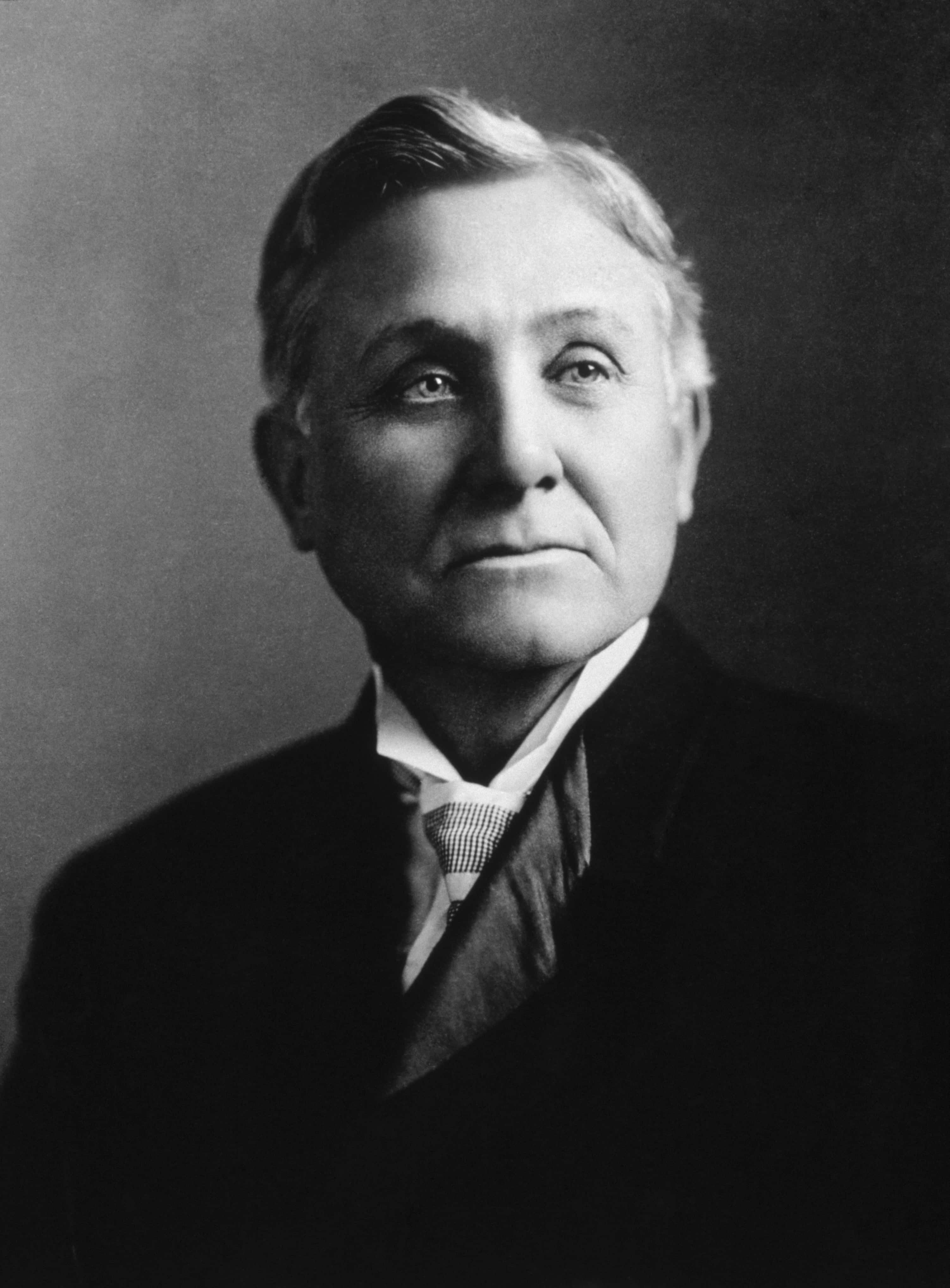
آسا غريغز كاندلر
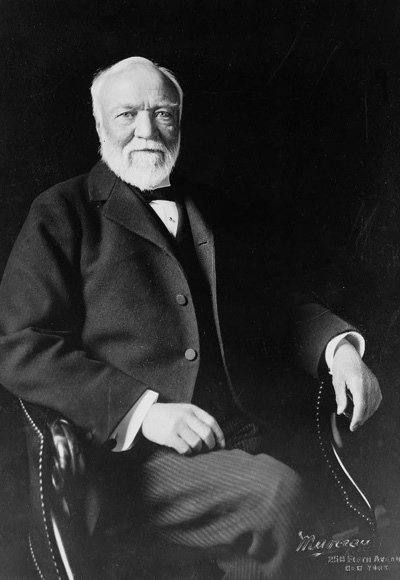
أندرو كارنيجي
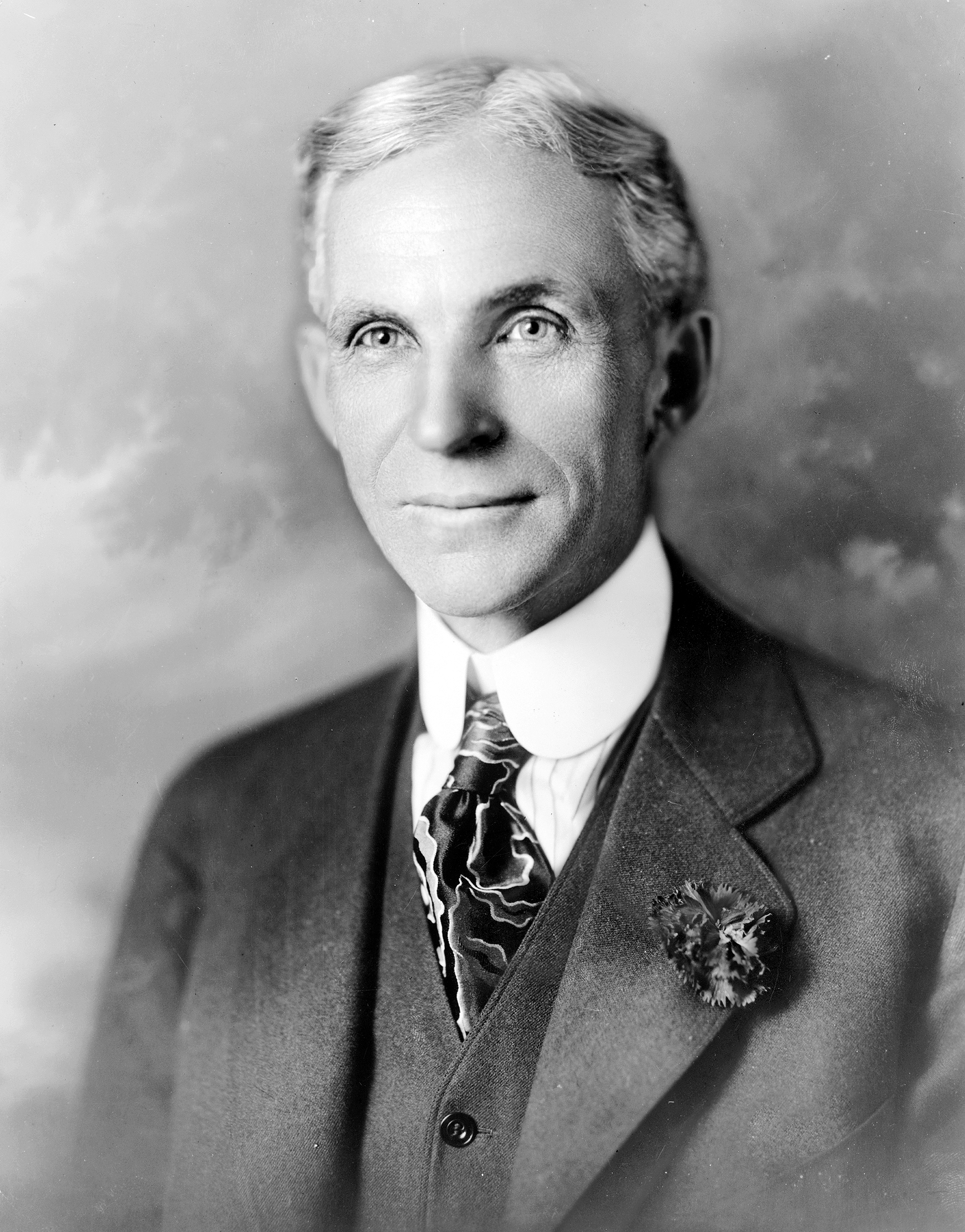
هنري فورد
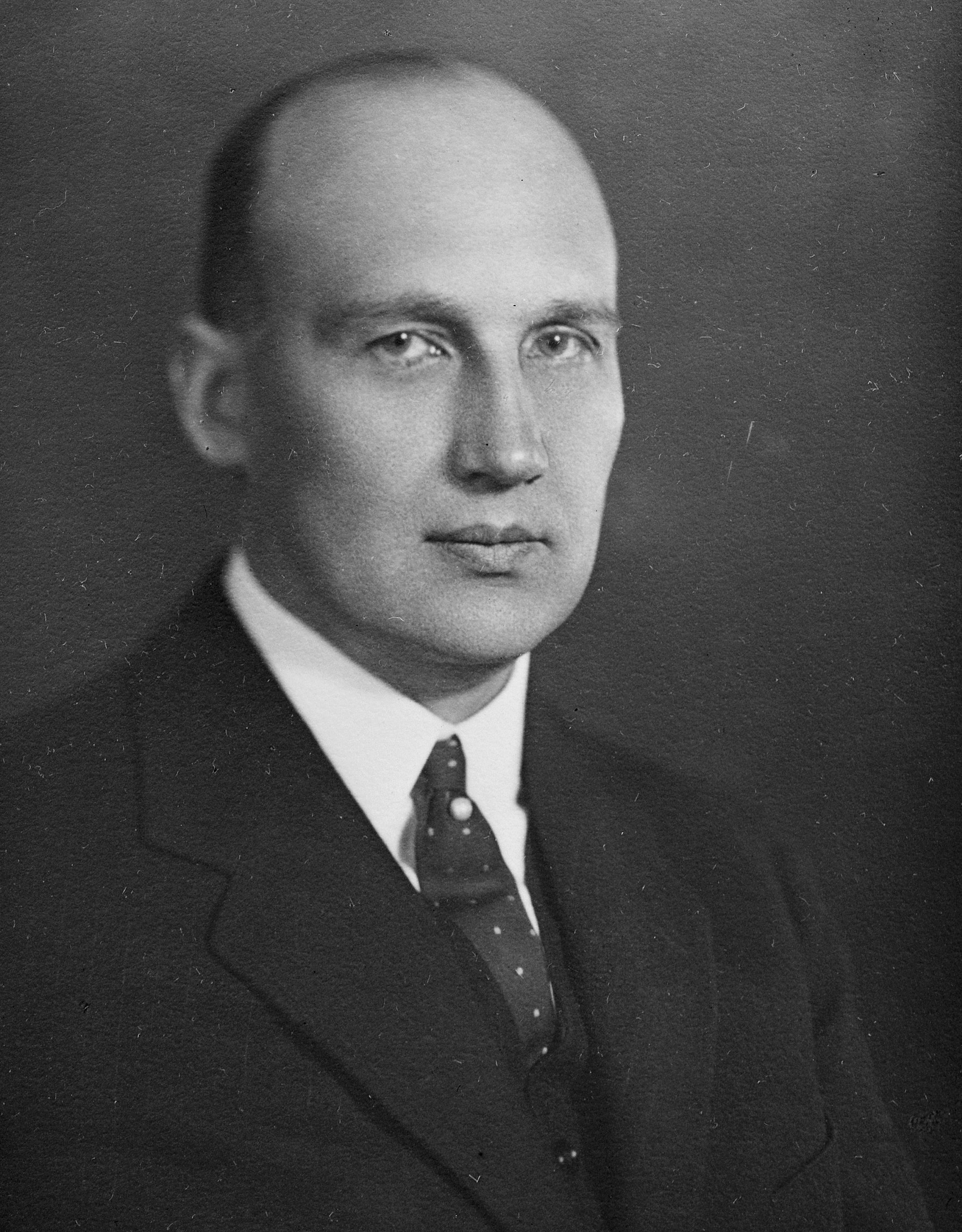
إيفار كروغر
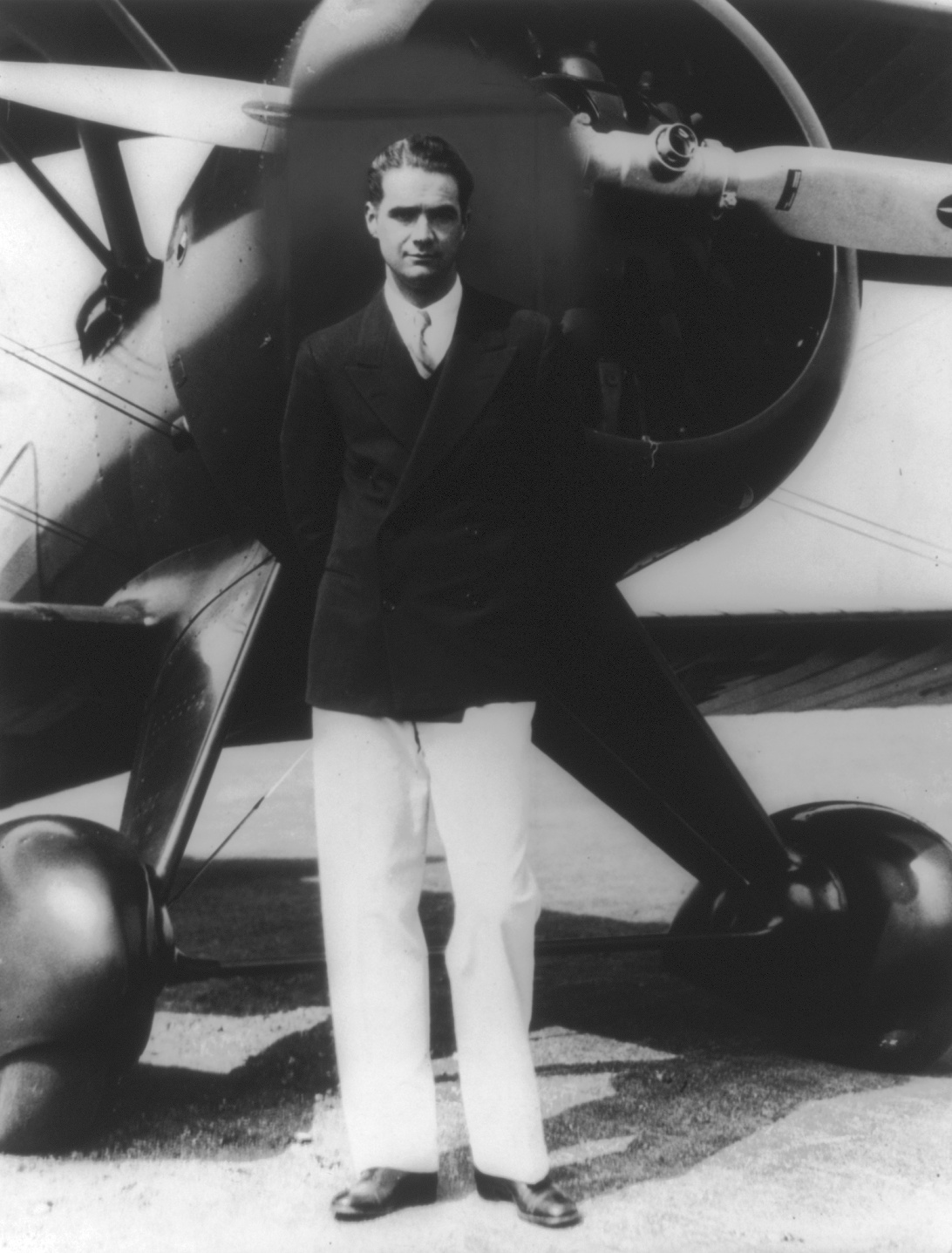
هوارد هيوز
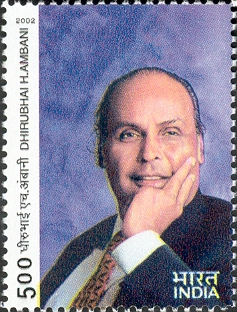
ديروبهاي أمباني
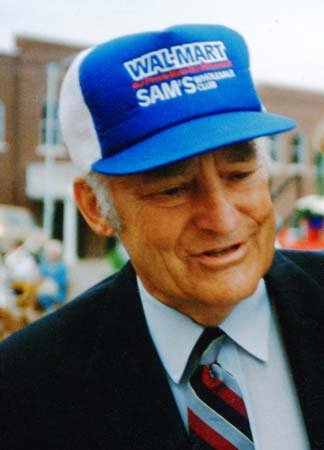
سام والتون
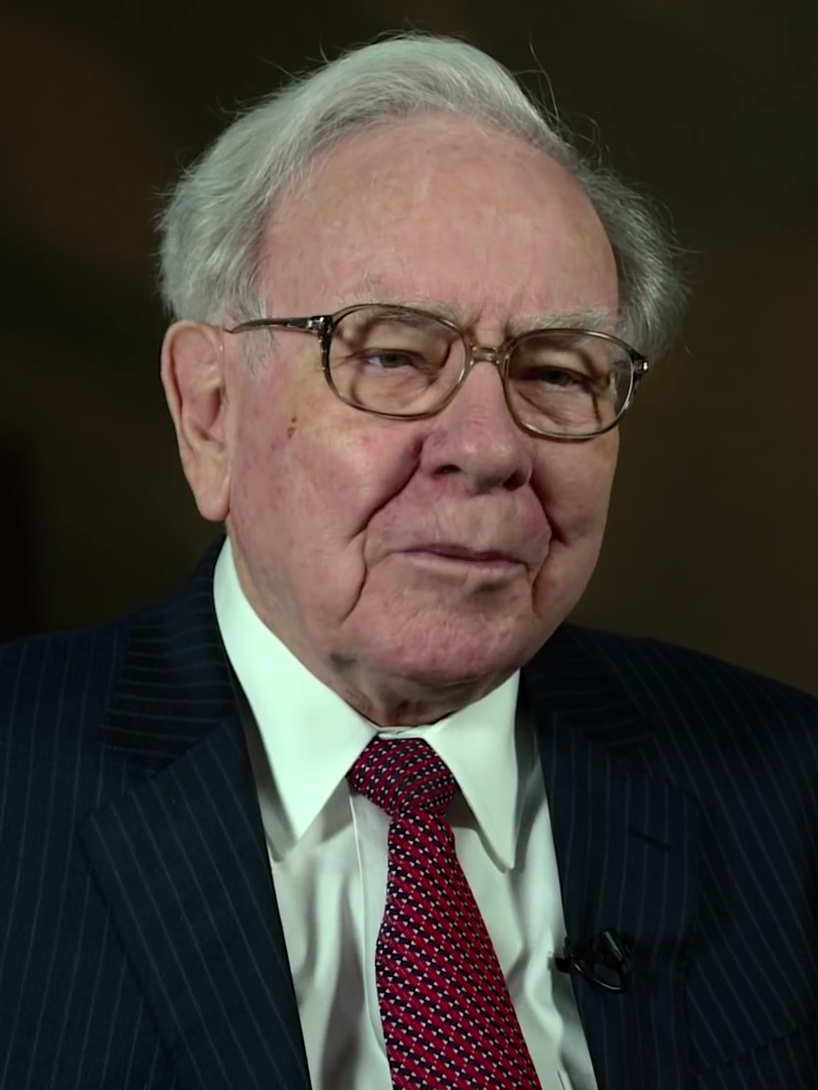
وارن بافيت
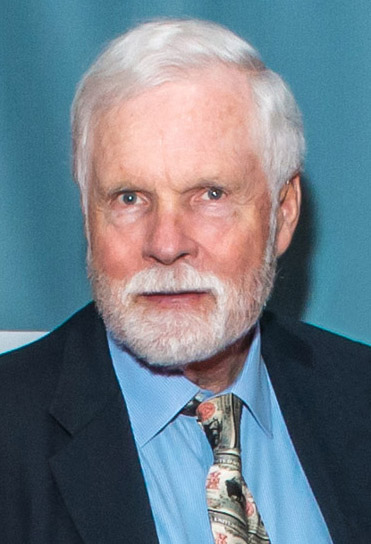
تيد تيرنر
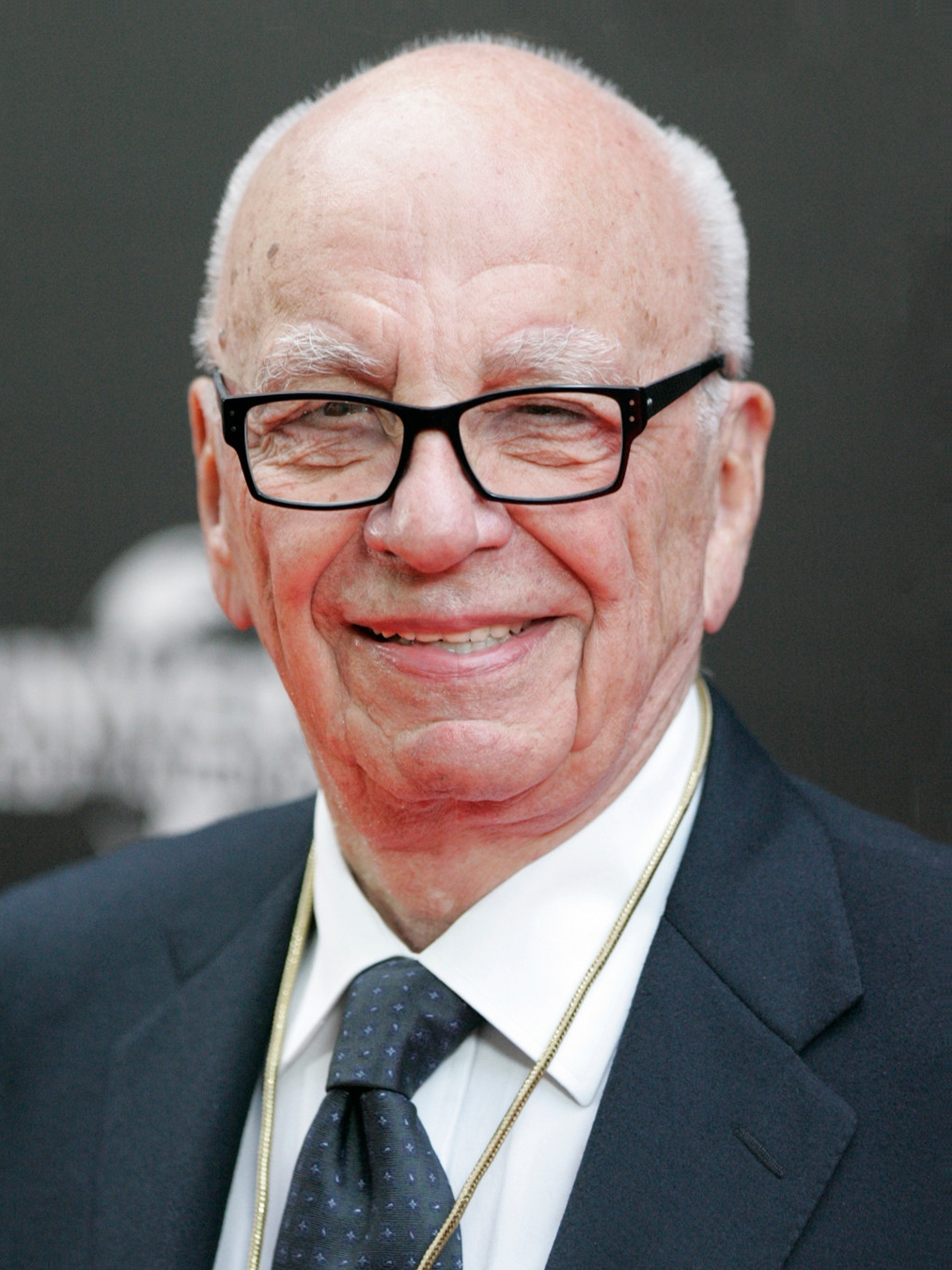
روبن مورداخ
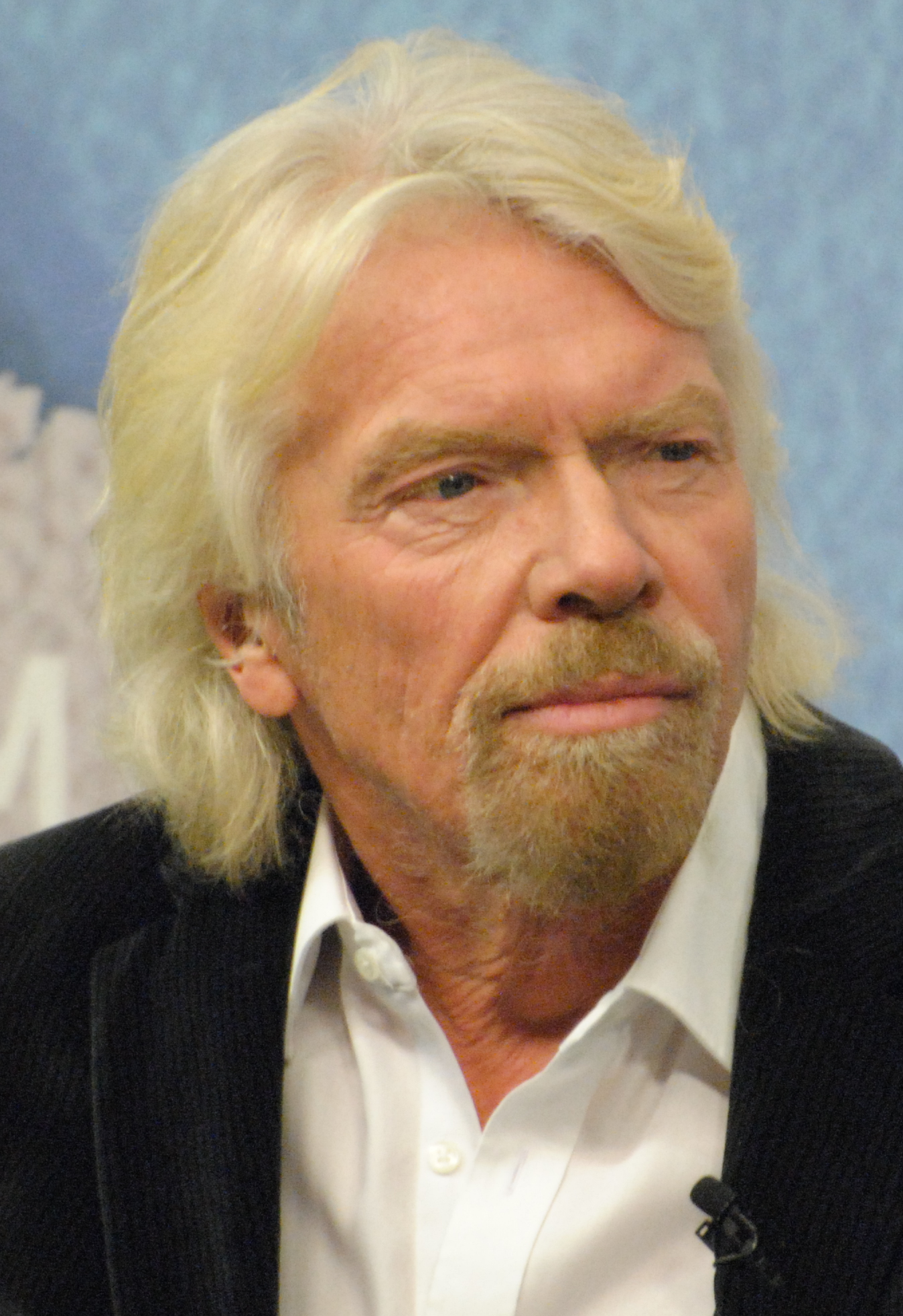
ريتشارد برانسون
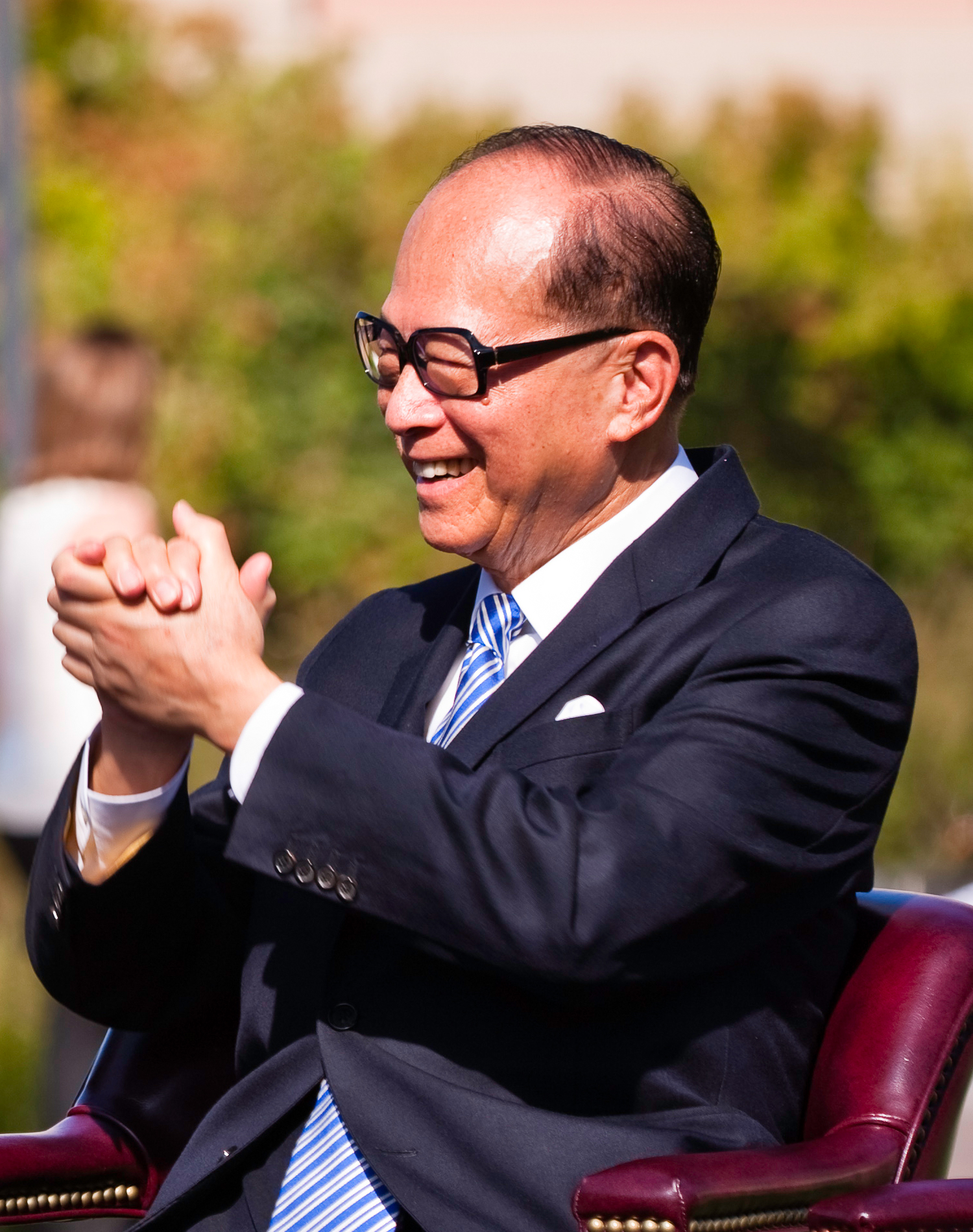
لي كا شينغ
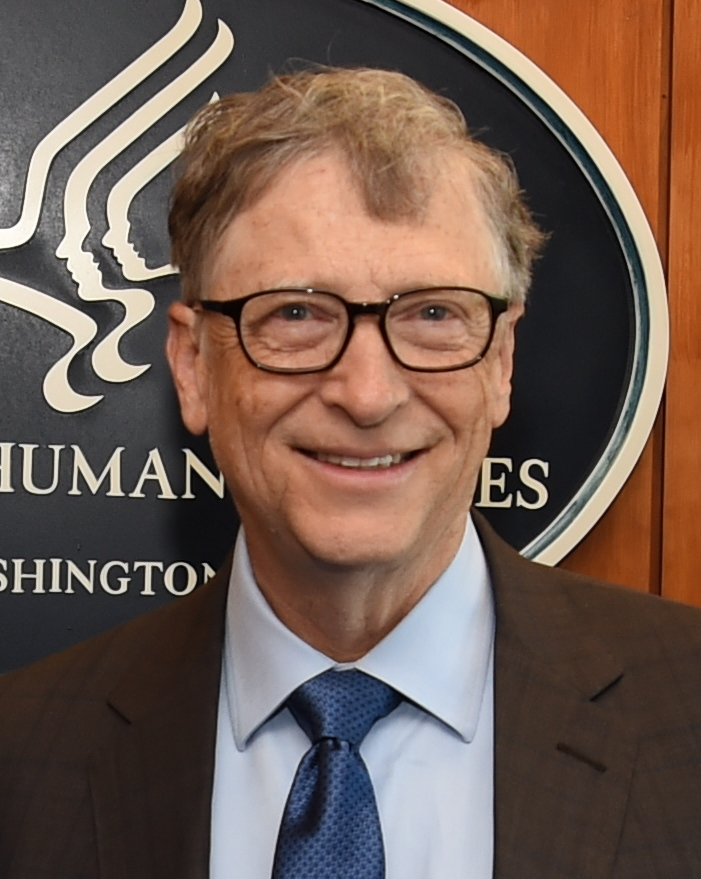
بيل غيتس
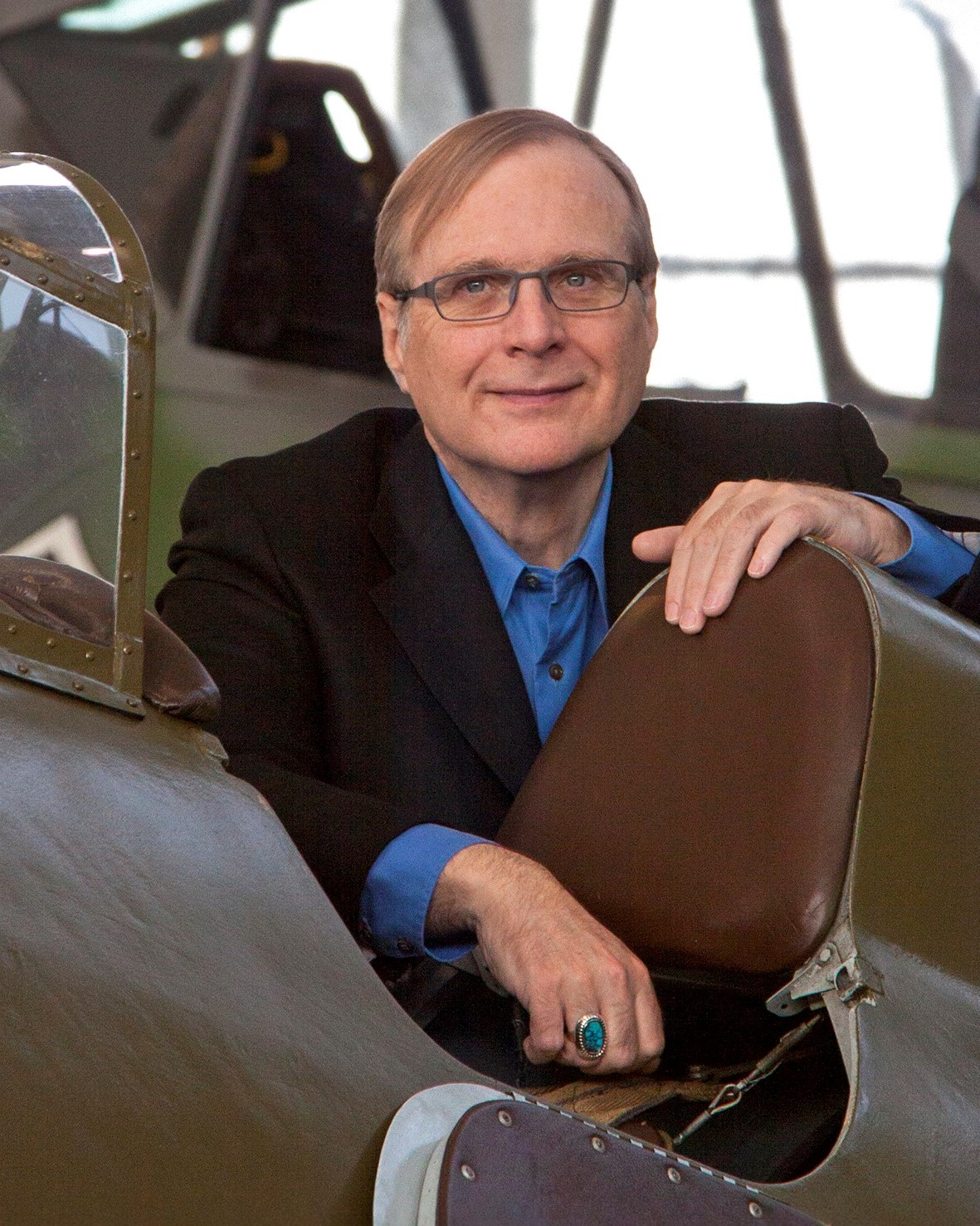
بول ألين
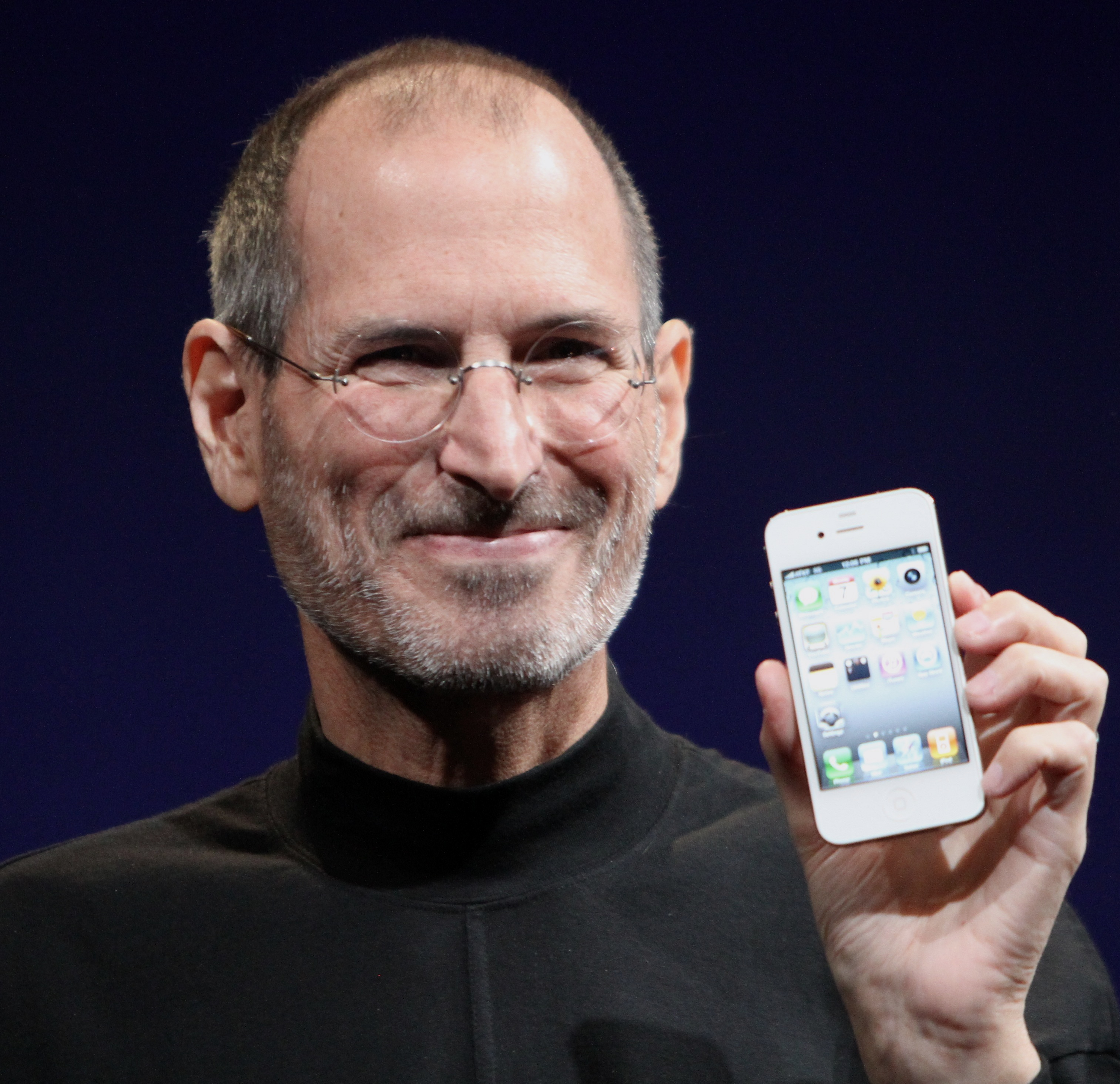
ستيف جوبز
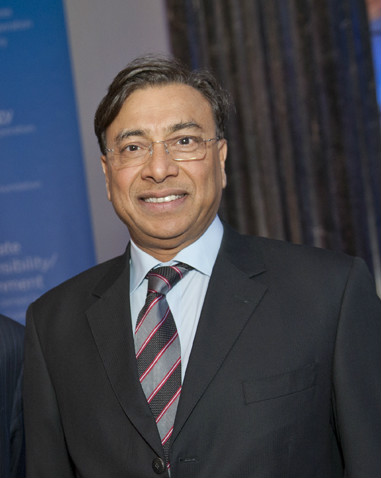
لاكشمي ميتال
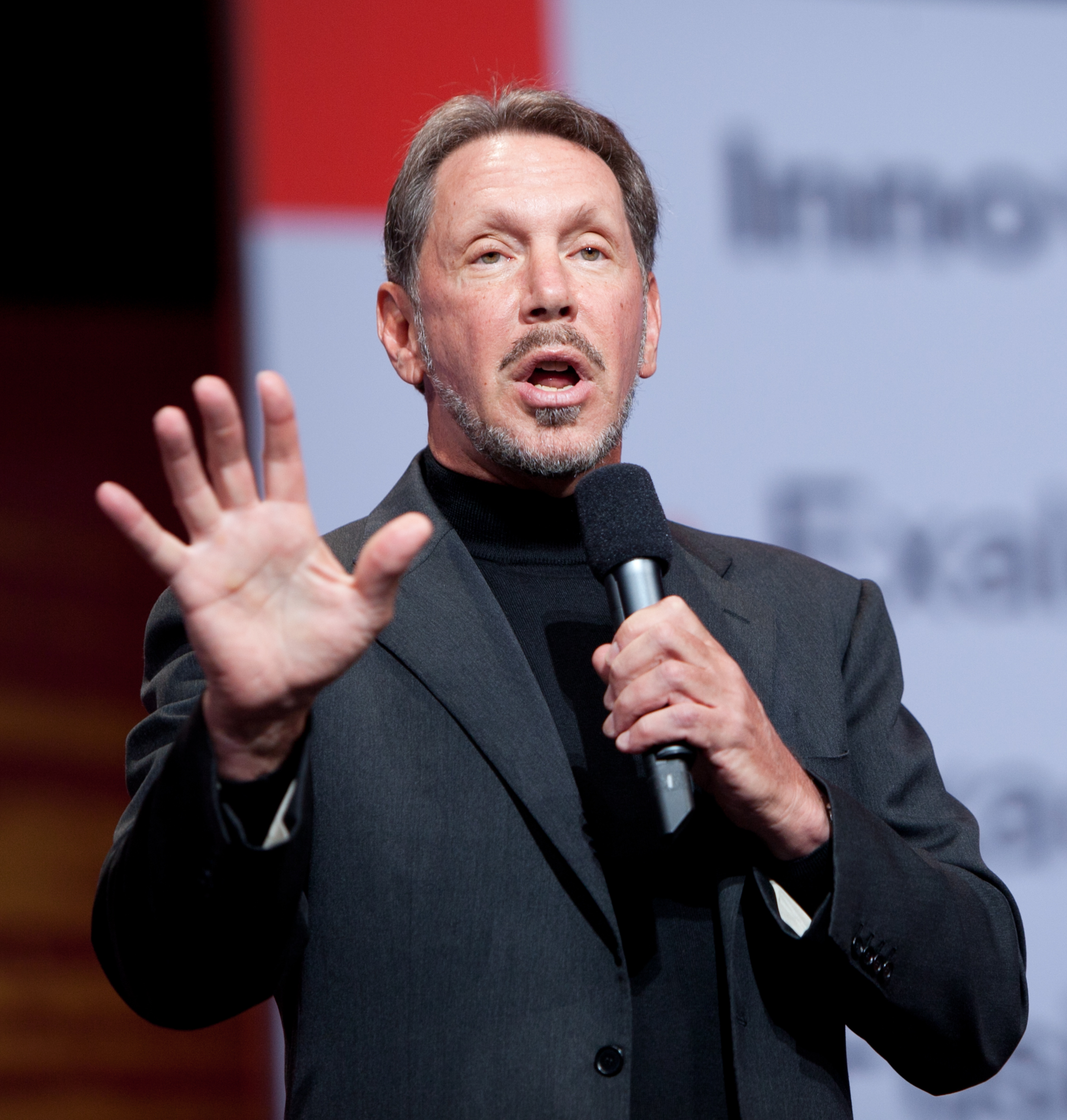
لاري إليسون
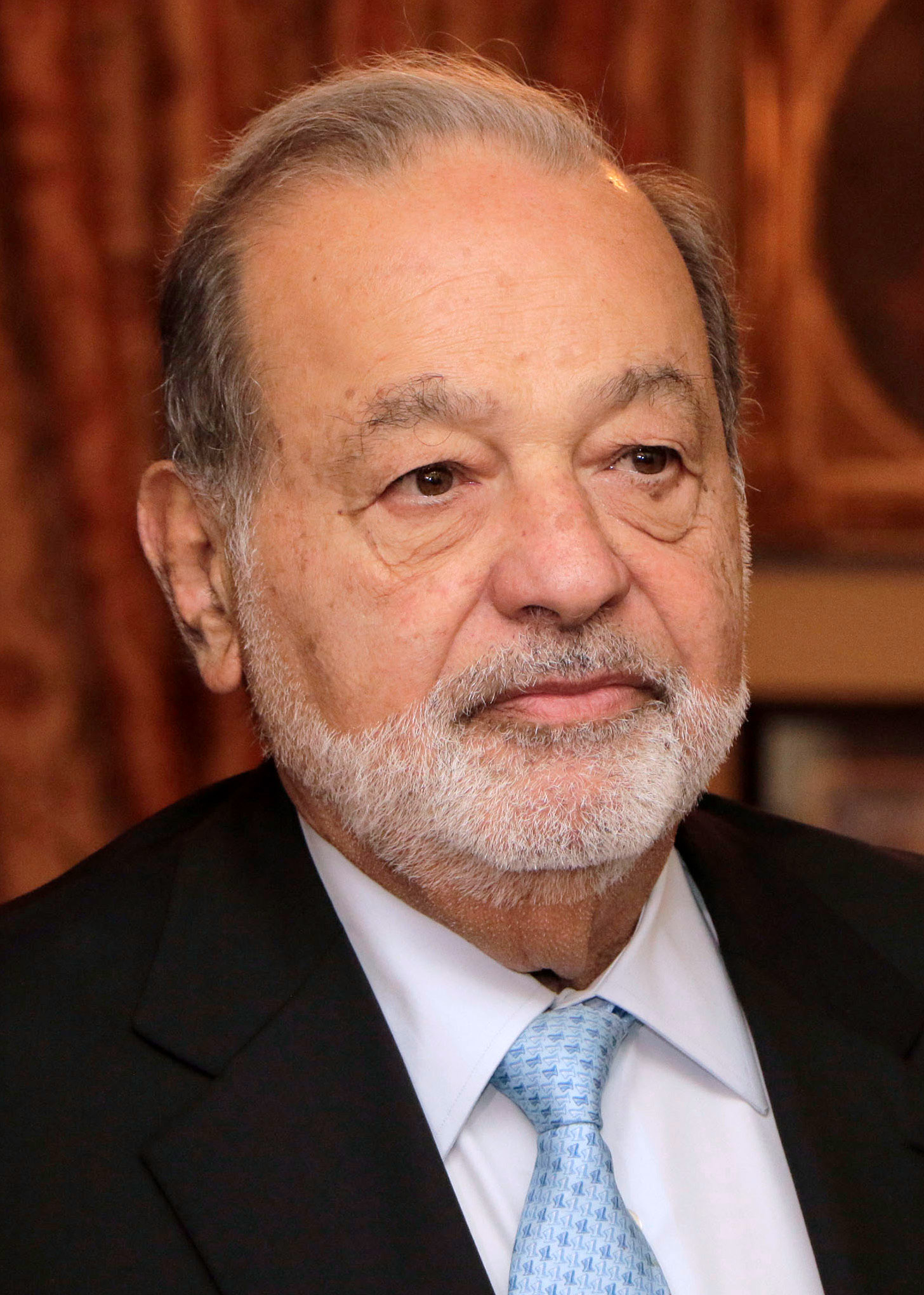
كارلوس سليم
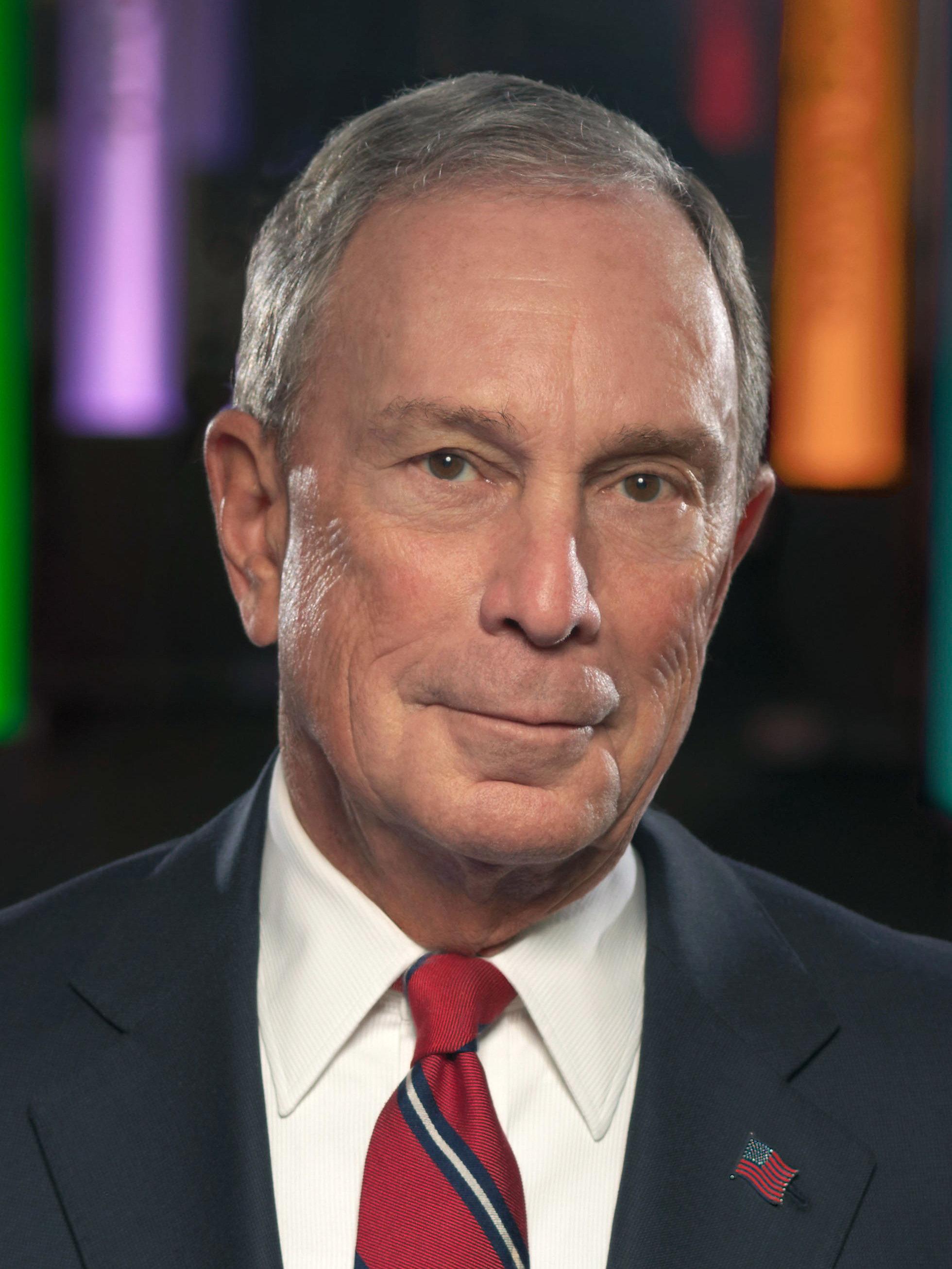
مايكل بلومبرغ
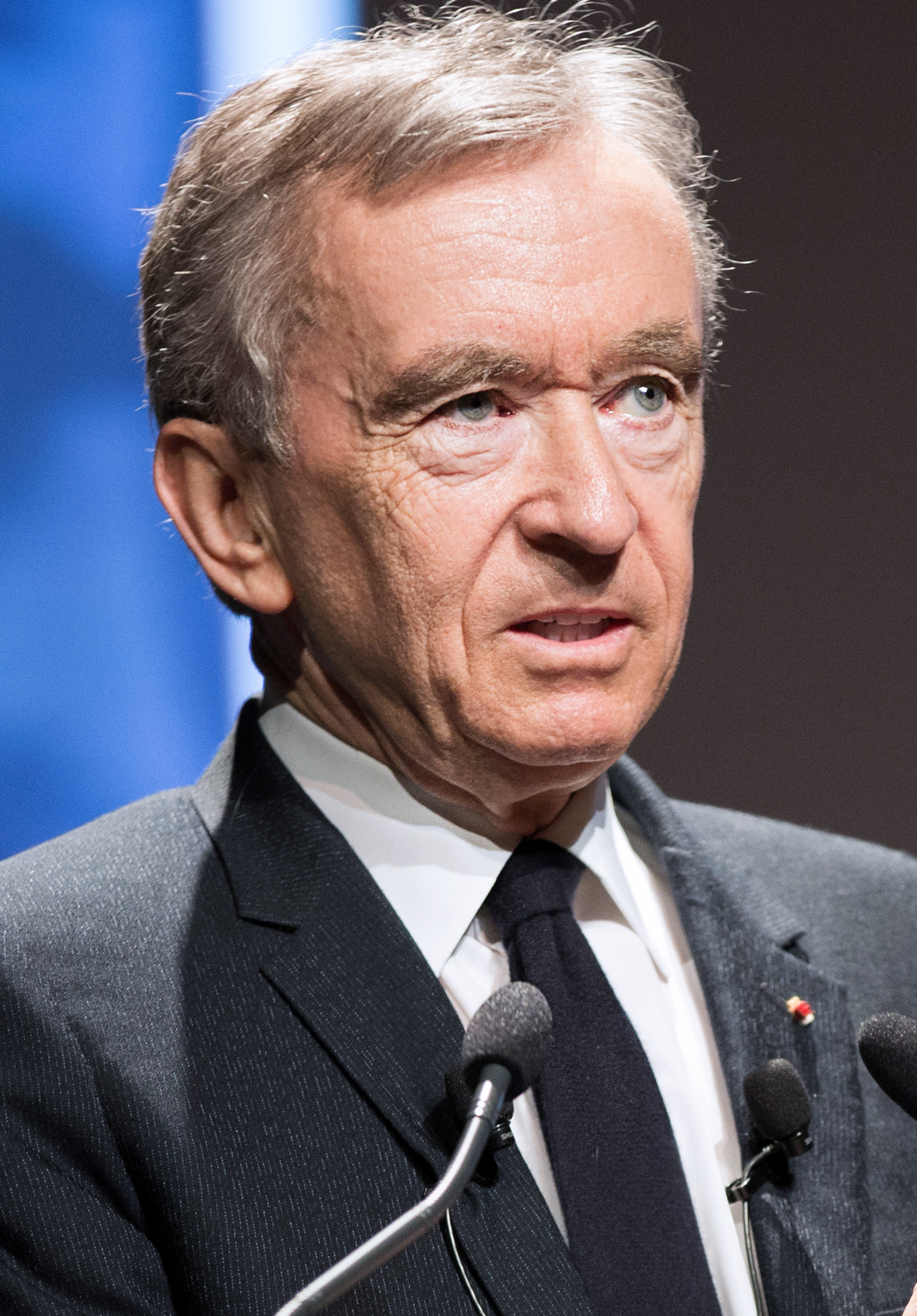
برنارد أرنو
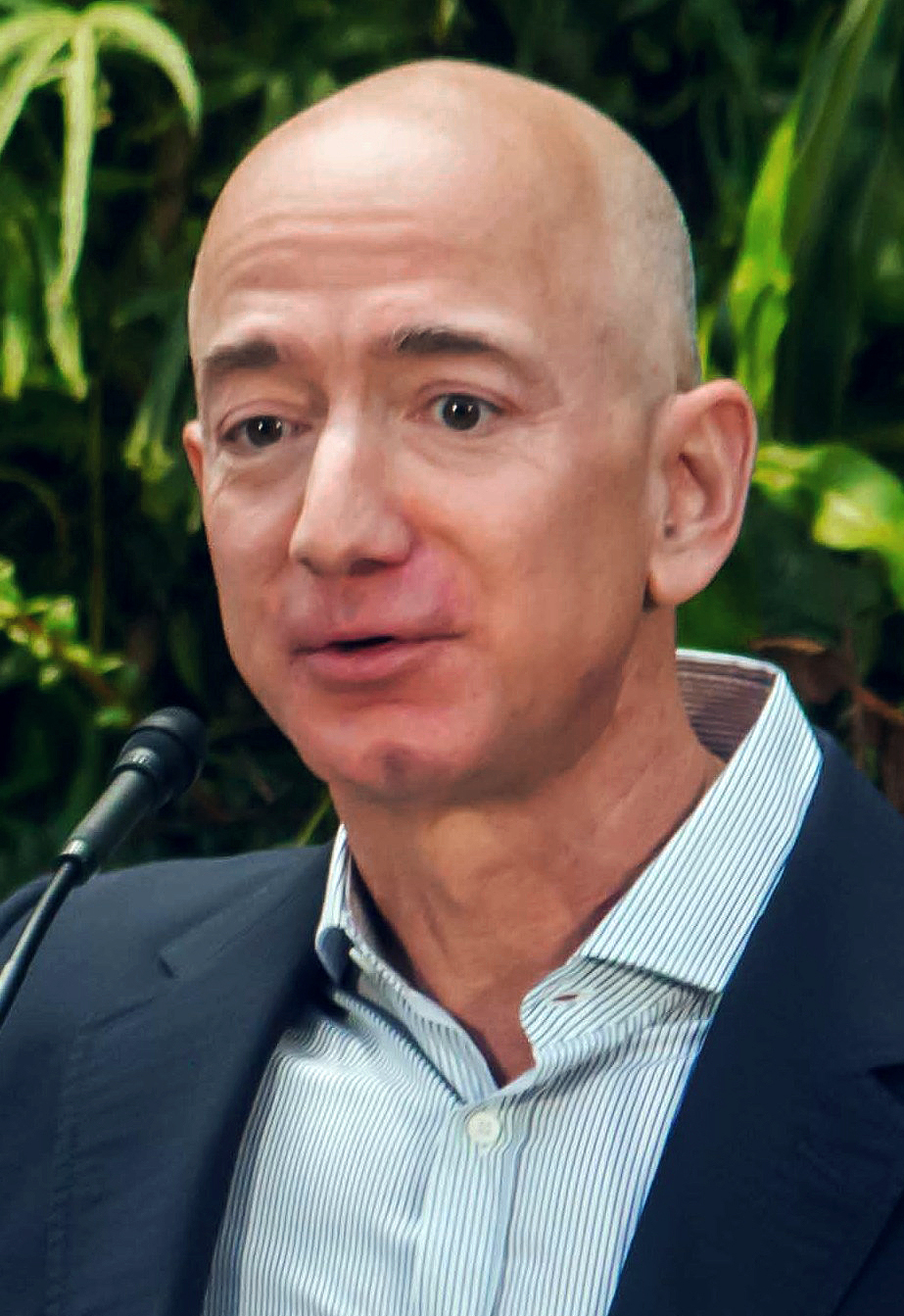
جيف بيزوس
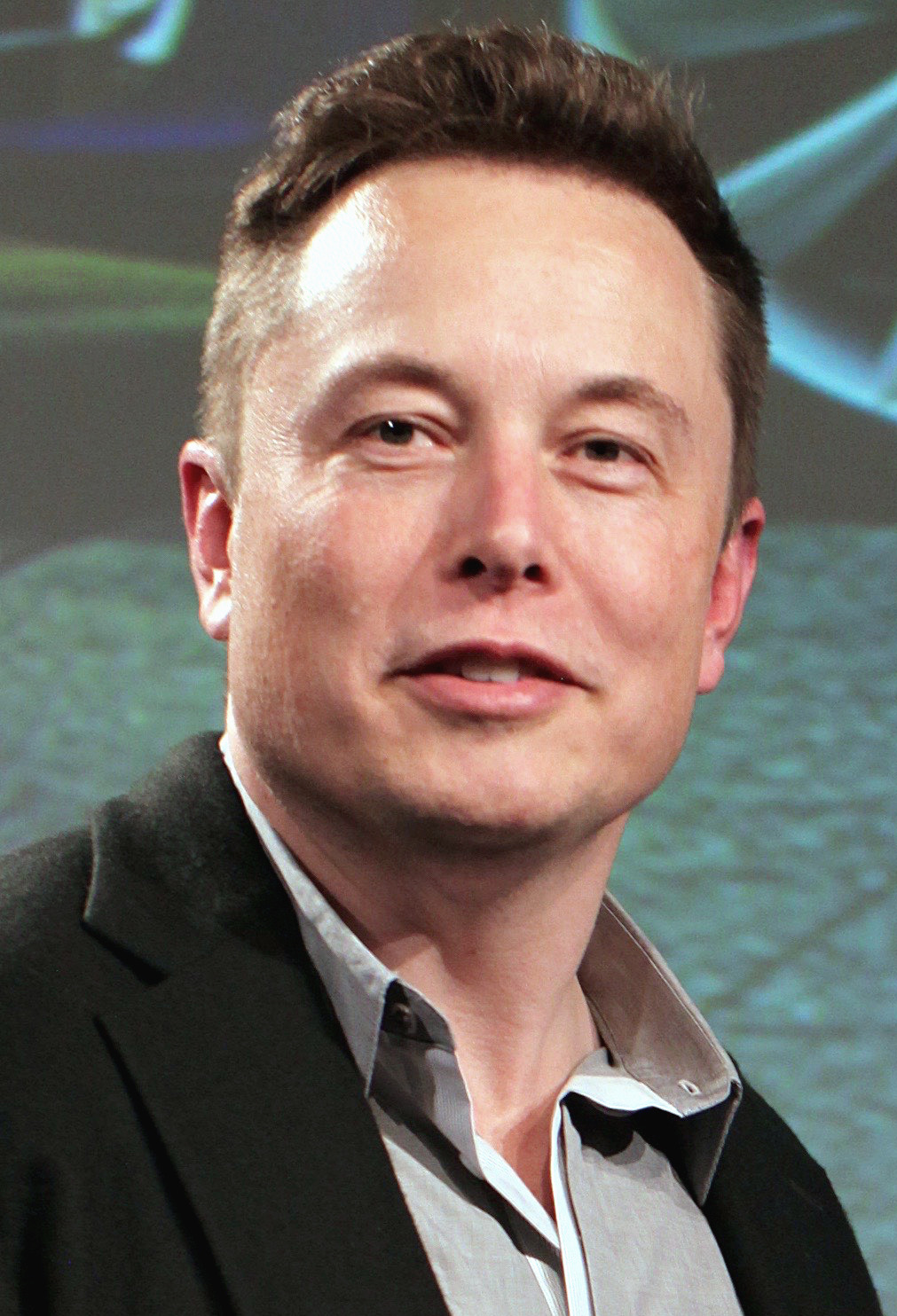
إيلون ماسك
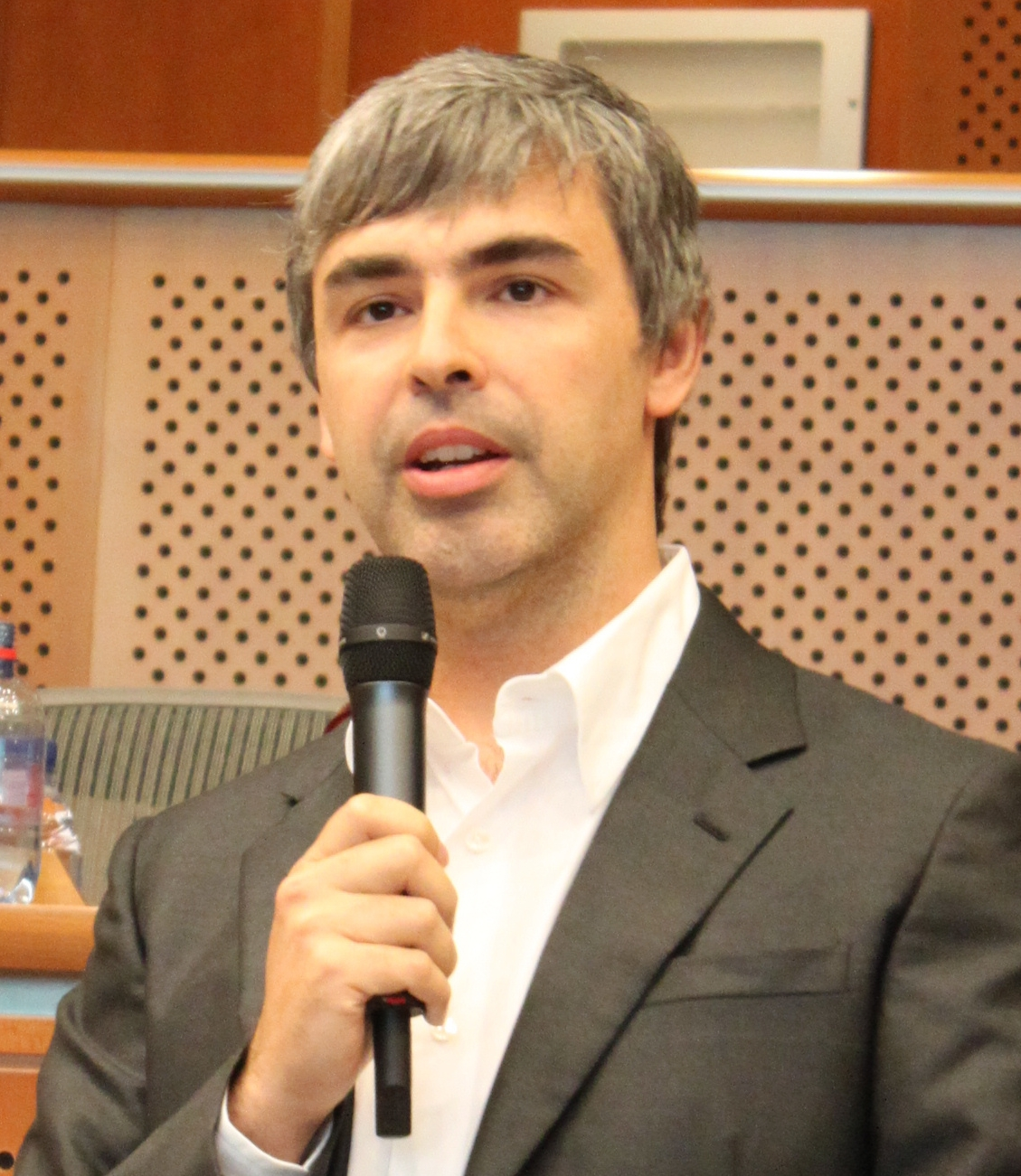
لاري بيدج
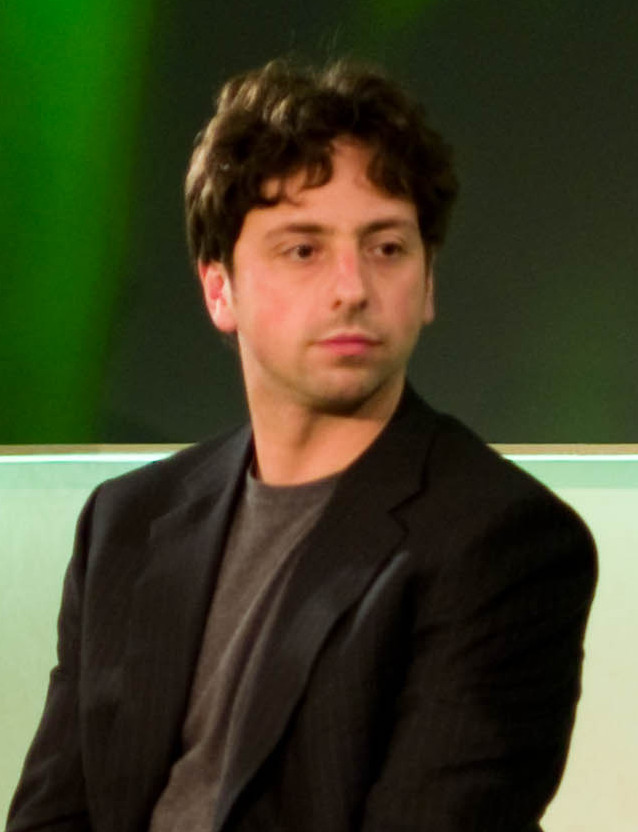
سيرجي برين
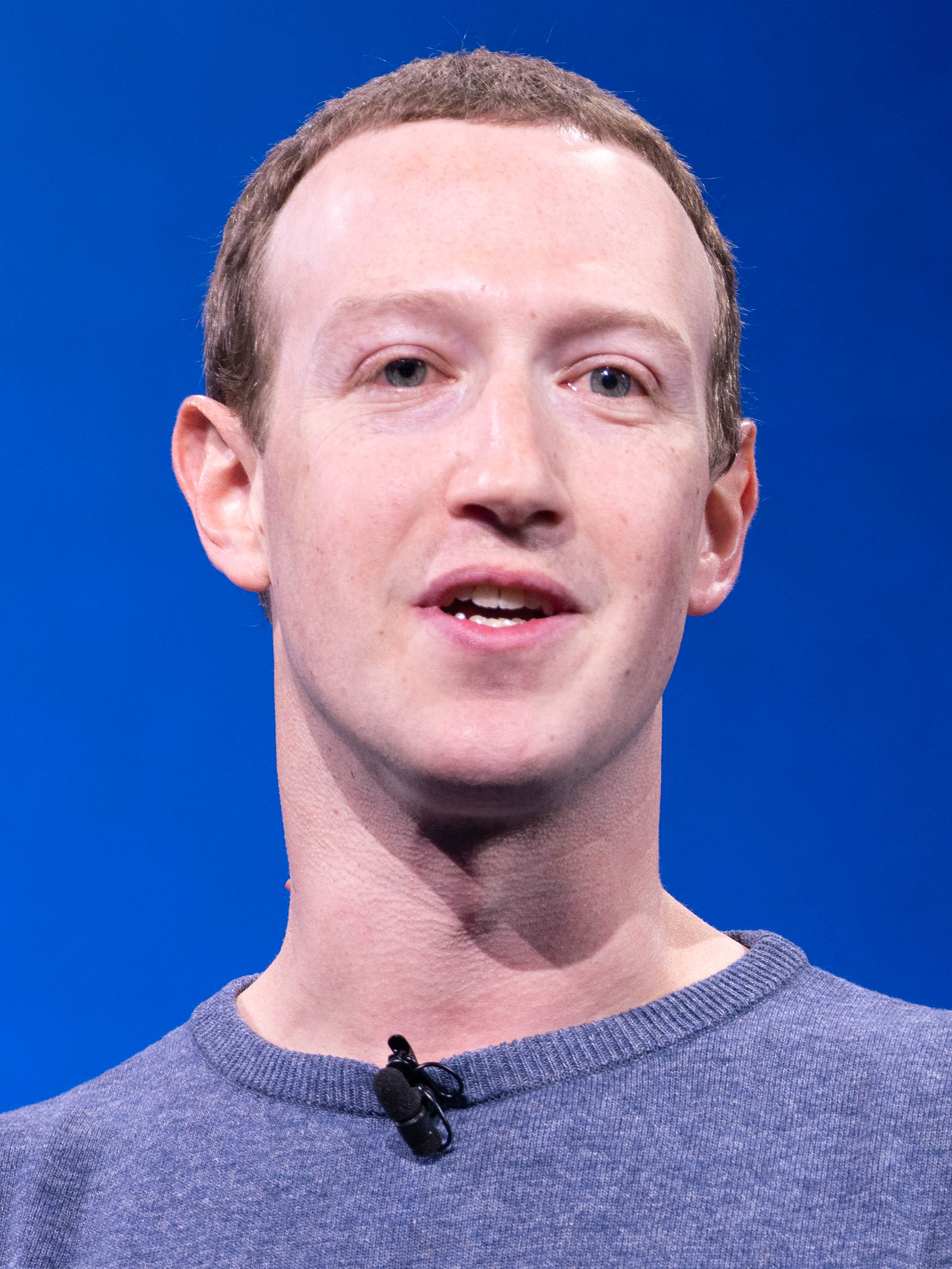
مارك زوكربيرغ